# Cathédrale de Gallipoli
La cathédrale de Gallipoli ou  cathédrale Sainte-Agathe (en italien : basilica concattedrale di Sant'Agata) est une église catholique romaine de Gallipoli, en Italie. Il s'agit de la co-cathédrale du diocèse de Nardò-Gallipoli.

## Histoire
La pose de la première pierre de la cathédrale actuelle a eu lieu le 31 mai 1629. La construction fut notamment financée par un legs de six mille ducats accordé par un notable de la ville nommé Giacomo Lazzari. D'autres dons de familles de la ville viennent s'y ajouter. On estime que sa construction fut terminée entre 1683 et 1696.

## Architecture

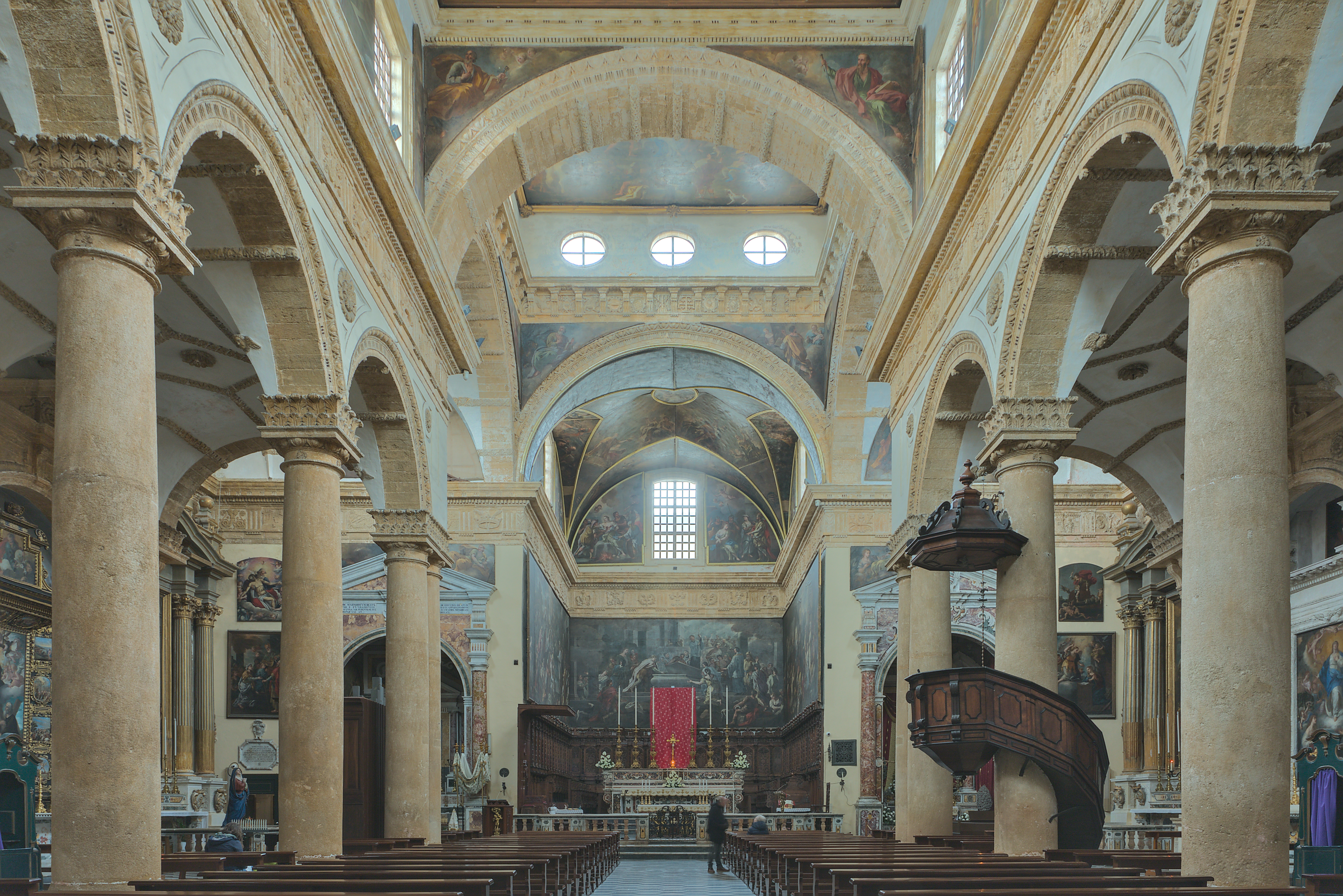
La nef et le chœur.
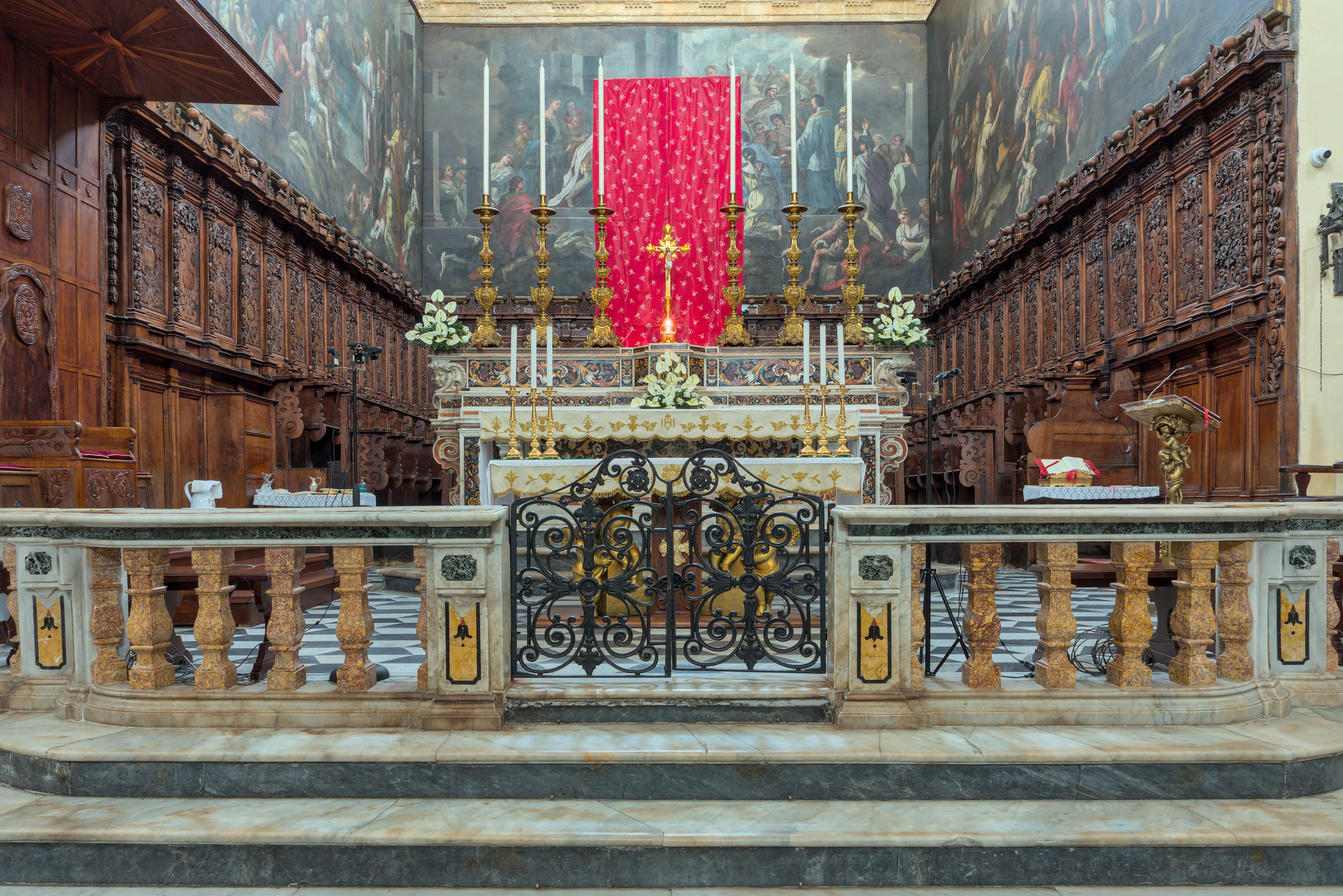
Le chœur.
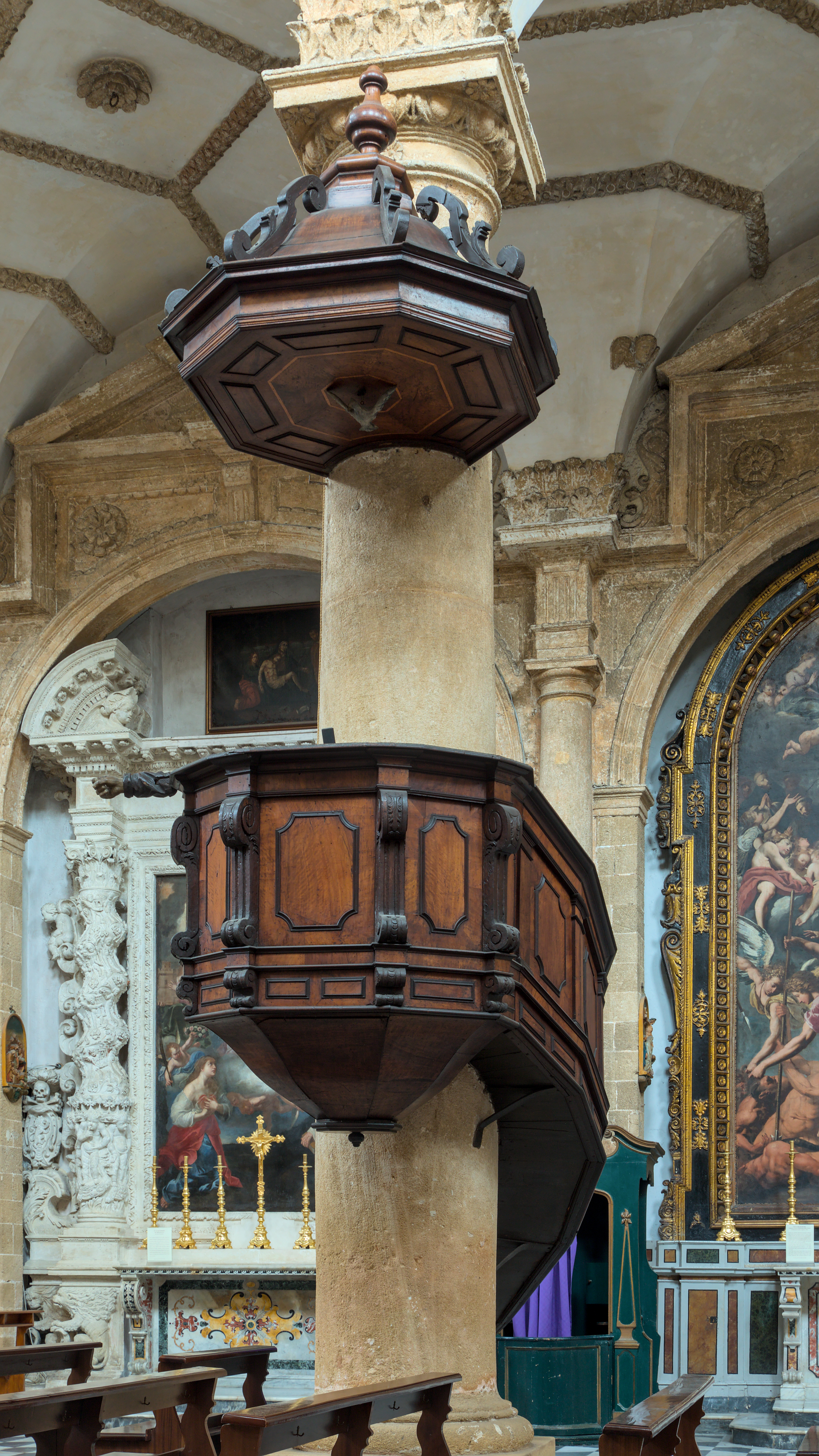
La chaire.
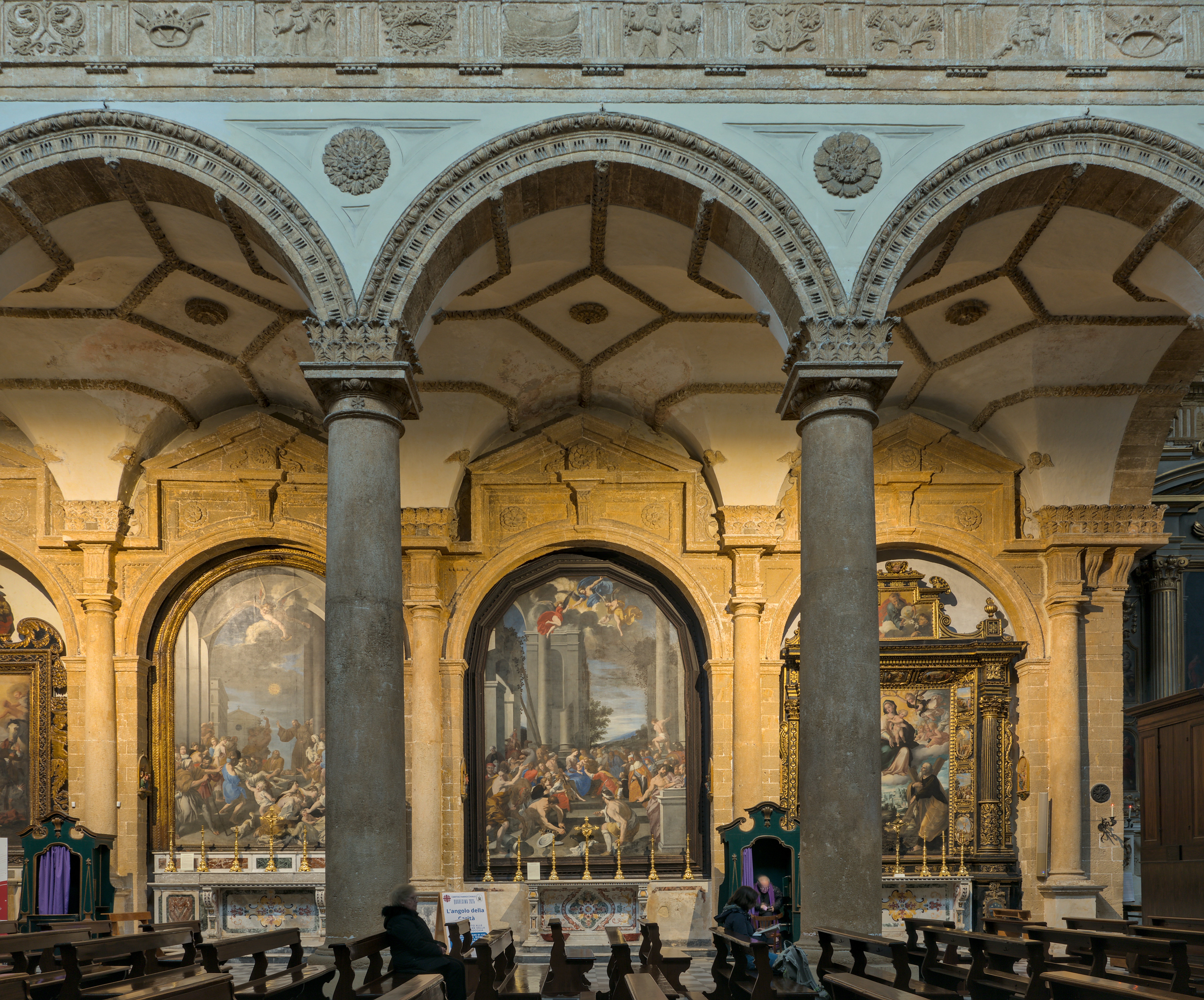
Le collatéral gauche et ses tableaux.
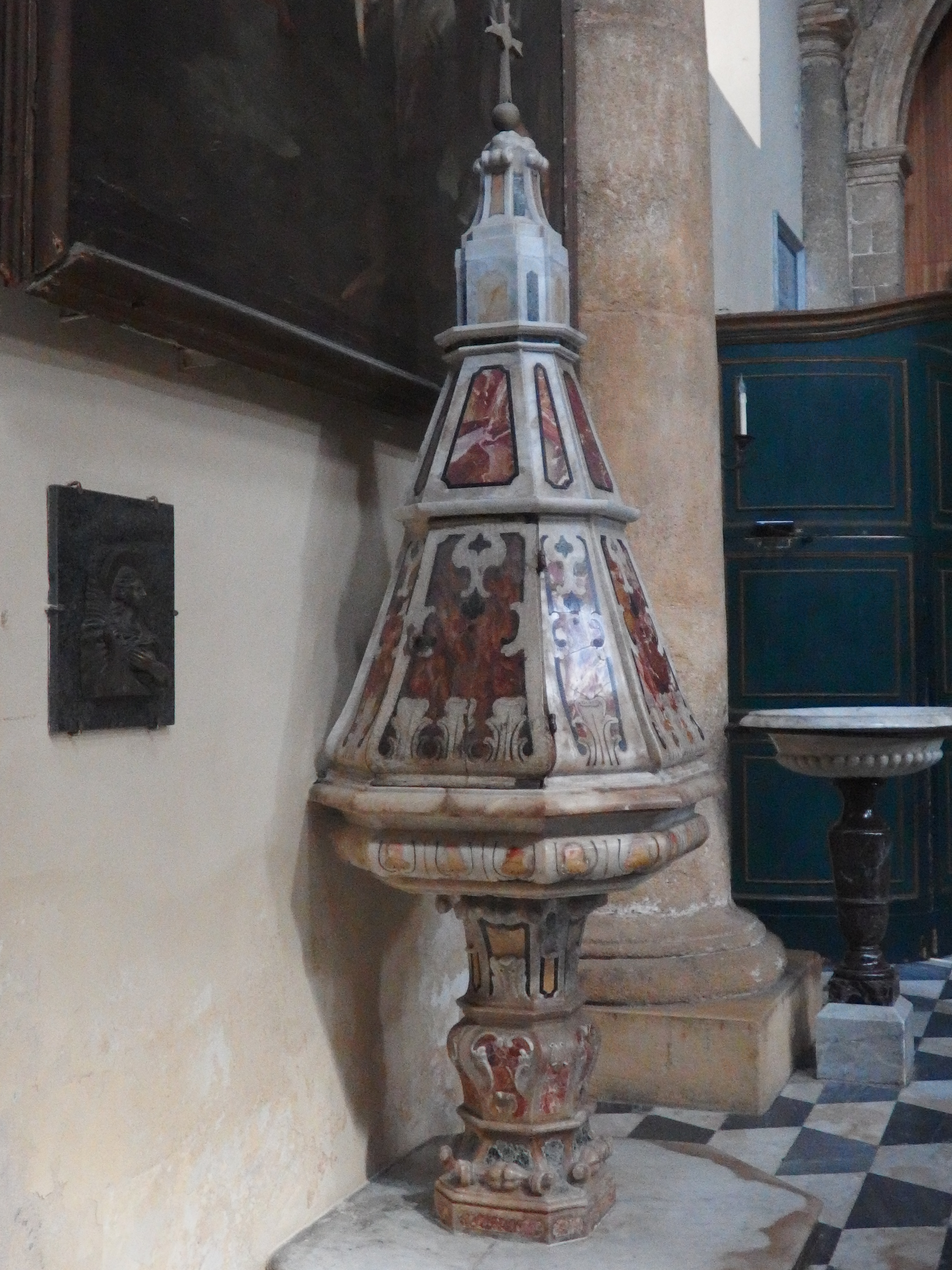
Les fonts baptismaux.